# 요시다 나오야
요시다 나오야(일본어: 吉田 直矢, 1994년 12월 20일~)는 일본의 축구 선수이다.

## 구단 경력
그는 2017년 일본 지역 리그의 토난 마에바시에 입단했다. 2017년 8월 J2리그의 더스파구사쓰 군마로 이적했다. 2017년후 J2리그에 강등했다. 2019년 이와테 그루자 모리오카로 이적했다. 2021년부터 2022년까지 일본 풋볼 리그의 베르스파 오이타에서 뛰었다.